# Under savklingens tænder
Under savklingens tænder è un cortometraggio muto del 1913 diretto da Holger-Madsen che vi appare anche nelle vesti di attore, a fianco di Alma Hinding e di Svend Rindom. Madsen aveva interpretato il suo primo film nel 1908; questa è, invece, una delle primissime pellicole che firma sia come regista che come sceneggiatore.

## Produzione
Il film fu prodotto dalla Nordisk Film Kompagni.

## Distribuzione
Uscì nelle sale cinematografiche danesi nel 1913.